# Irène Théry
Pour les articles homonymes, voir Théry.
Irène Théry, née Noizet le 9 février 1952 à Aix-en-Provence, est une sociologue française.

## Biographie

### Jeunesse et études
Elle est la fille d'un professeur des universités (militant du SNESup) et d'une mère au foyer, dont dit-elle le « destin horrible » (diplômée de HEC Jeunes Filles et de Langues O, celle-ci a interrompu un moment sa carrière de traductrice après son mariage pour s'occuper de son foyer) a façonné son propre engagement féministe.
Après des études au lycée Thiers de Marseille, elle entre à l'École normale supérieure de Fontenay-aux-Roses (lettres). Agrégée de lettres en 1975, elle est docteure en sociologie en 1983 (université Paris-Descartes, sous la direction de Louis Roussel) avec une thèse intitulée La référence à l'intérêt de l'enfant dans la justice du divorce.

### Carrière professionnelle
Enseignante, puis chercheuse au CNRS, Irène Théry est élue en 1997 directrice d’études à l’EHESS. Elle y est tout d'abord membre associée du Centre de recherches politiques Raymond Aron. En 2001, elle a rejoint le centre Sociologie, histoire et anthropologie des dynamiques culturelles (SHADYC Marseille), devenu au 1er janvier 2010 Centre Norbert Elias. Elle a également été jusqu'en 2009 responsable de la formation doctorale en sciences sociales du pôle régional de Marseille de l’EHESS.
Spécialisée dans la sociologie du droit, de la famille et de la vie privée, elle travaille sur les transformations contemporaines des liens entre les sexes et les générations. Elle a publié plusieurs ouvrages sur les mutations du droit et de la justice de la famille, sur les familles recomposées et sur le masculin et le féminin.
Ayant introduit le terme de « famille recomposée » en français, elle a dirigé de 1991 à 1997, un réseau international de recherche pluridisciplinaire sur les recompositions familiales (fondé en collaboration avec Marie-Thérèse Meulders-Klein, directrice du Centre de droit de la famille de l'université catholique de Louvain).
Irène Théry a occupé au cours de sa carrière de nombreuses fonctions :
- membre du comité scientifique de l'Institut national d'études démographiques (INED) ;
- membre du conseil scientifique de l'École des hautes études en sciences sociales (EHESS) (1999-2004) ;
- membre du Haut Conseil de la population et de la famille (fin de mandat en 2003) ;
- responsable du plan pluriformations de l'EHESS « Genre et sciences sociales » (2005-2009) ;
- membre du Jury du prix Jean-Carbonnier ;
- membre du Haut Conseil de la famille (HCF) (depuis février 2013) ;
- membre de la Commission d'accès des personnes nées d'une assistance médicale à la procréation aux données des tiers donneurs (depuis septembre 2022)[3].

Elle est membre du comité de rédaction de la revue Esprit.
Depuis 2019, elle appartient au conseil scientifique de la DILCRAH.
Elle est la mère du réalisateur Mathias Théry, ainsi que de Manuel Théry, chercheur au CEA, dont le père, son mari, a été professeur d'économie à l'Université Paris-Dauphine puis délégué à l'insertion des jeunes en difficulté.
Ayant recueilli des témoignages dans le cadre de la libération de la parole des victimes liée à #MeToo et de ce qu'elle nomme « la nouvelle civilité sexuelle », elle-même témoigne avoir été victime d'une agression sexuelle pédocriminelle à l'âge de 8 ans,.

## Engagement
Irène Théry est une sociologue engagée dans le débat public. En 1998, elle a rédigé à la demande de Martine Aubry et Élisabeth Guigou, ministres du gouvernement Jospin, le rapport « Couple, filiation et parenté aujourd’hui » préconisant de nombreuses réformes du droit de la famille. Elle y présente une analyse des changements rompant avec les thèses classiques de la « désinstitutionnalisation » de la famille. Pour elle, c'est la dynamique d’égalité des sexes, et non le passage de la valeur « groupe » à la valeur « individu », qui est le principal moteur des transformations contemporaines. Elle y critique l’idéologie qui déprécie radicalement l’institution au nom de la subjectivité et de l’authenticité du « moi », à un moment historique où l’enjeu est de métamorphoser les institutions de la famille et de la parenté pour mettre fin à une conception hiérarchique des sexes dans le couple et la filiation.
Pourtant, parce qu'elle avait critiqué sévèrement et systématiquement les projets de contrat ou de partenariat homosexuel (CUC, CUS, PACS),, le gouvernement Jospin n'a pas suivi ses préconisations sur le Pacte civil de solidarité et elle fut désavouée.
Sur le mariage homosexuel, elle a exprimé en 1997-1999 ses réticences : bien que favorable à une union solennelle en mairie, elle était opposée au mariage des couples homosexuels car elle ne voyait pas d’issue à la question de la présomption de paternité, « cœur du mariage » selon Jean Carbonnier. Pour Irène Théry, une présomption de paternité entre personnes de même sexe n’a pas de sens car c’est une présomption de procréation. Mais lorsque le Parti socialiste a déposé en juin 2006 une proposition de loi sur le mariage des couples homosexuel qui répondait à cette question de façon satisfaisante, elle a soutenu cette proposition[réf. nécessaire].
Sur l'homoparentalité, elle a dès 1998 proposé dans son rapport les mêmes droits pour tous les beaux-parents, y compris l’adoption simple, quel que soit le couple, homosexuel ou hétérosexuel. Mais elle s’est toujours opposée aux approches prônant l’égalité par l’indifférenciation des sexes. Combattant la formule selon laquelle « les homosexuels n’atteignent pas à la différence des sexes », elle développe l’idée que les relations de même sexe relèvent, comme les relations de sexe opposé, de ce qu’elle nomme la « distinction de sexe ». En 1997-99, elle critique l'adoption plénière ou l’accès à la PMA pour les couples de même sexe s'ils interviennent sans modification du droit commun de l’adoption ou de la PMA pour tous, elle écrit alors « c’est du côté des pluriparentalités que se trouve l’espoir ». Ses positions ont suscité des controverses parfois très vives.
L'approche « relationnelle » du genre d'Irène Théry est développée et précisée, notamment dans Des humains comme les autres, bioéthique, anonymat et genre du don, où se rallie à la revendication d’accès des couples de même sexe à l’adoption plénière et à la PMA, dans la perspective où serait abandonné le modèle traditionnel de filiation mimétique de la procréation. Le droit de l'enfant à son origine et à son histoire permettrait, selon elle, d’instituer un nouveau droit de la filiation à la fois commun à tous et pluraliste.
En 2011, lors de l'affaire Dominique Strauss-Kahn, Irène Théry propose d'introduire dans le droit français le crédit de véracité au bénéfice des victimes, c'est-à-dire de présupposer la bonne foi d'une personne dénonçant des violences sexuelles à son encontre.
En octobre 2013, Dominique Bertinotti, alors ministre déléguée à la famille, lui confie la présidence d'un groupe de réflexion visant à examiner les questions posées par la diversité des modes actuels d'établissement de la filiation. Le rapport publié en avril 2014 comporte deux volumes. Le volume I Réflexion prospective sur la filiation reprend sa proposition d'instaurer une filiation commune et pluraliste (un mode d'établissement distinct et sui generis en cas de procréation médicalement assistée hétérologue) ; le volume II : Accès aux origines et parentalité, propositions pour une loi famille veut accorder davantage de garanties aux droits des tiers et de l'enfant, aujourd'hui restreintes selon elle par la confusion entretenue entre existence sociale et filiation dans le débat public.
Elle reconnaît que divers courants s'affrontent au sein du féminisme et se réclame du féminisme universaliste, qui refuse d'assigner les individus à une différence, qu'elle oppose au féminisme différentialiste, qui met l'accent sur les différences réelles ou supposées (« par exemple : les femmes sont censées incarner l'amour de la paix quand les hommes incarnent l'amour de la guerre »).
Elle soutient Emmanuel Macron dès le premier tour de l'élection présidentielle de 2017.

## Publications

### Ouvrages
- Jean-Louis Rallu, Odile Bourguignon et Irène Théry, Du divorce et des enfants, Paris, Presses universitaires de France, 1985 (ISBN 978-2-7332-0111-4)
- Irène Théry (dir.) et Christian Biet (dir.) (préf. Jean Carbonnier), La famille, la loi, l'État, de la révolution au Code civil, Paris, Centre Georges Pompidou, 1989, 534 p. (ISBN 978-2-11-081056-4)
- Irène Théry, Le Démariage : justice et vie privée, Paris, Odile Jacob, 1993, 396 p. (ISBN 978-2-7381-0209-6, lire en ligne) Prix Séverine de l'Association des femmes journalistes ; prix de l'Académie des sciences morales et politiques.
- Marie-Thérèse Meulders-Klein (dir.) et Irène Théry (dir.), Les recompositions familiales aujourd'hui, Paris, Nathan, coll. « Essais et recherches », 1993, 350 p. (ISBN 978-2-09-190421-4)
- Marie-Thérèse Meulders-Klein (dir.) et Irène Théry (dir.), Quels repères pour les familles recomposées ? : Une approche pluridisciplinaire internationale, Paris, LGDJ, coll. « Droit et Société », 1995, 225 p. (ISBN 978-2-275-00324-5)
- Irène Théry, Recomposer une famille : Des rôles et des sentiments, Paris, éditions Textuel, 1995 (ISBN 978-2-84597-044-1)
- Irène Théry (dir.), Malaise dans la filiation, Paris, Esprit, décembre 1996 (lire en ligne)
- Irène Théry, Couple, filiation et parenté aujourd’hui : Le droit face aux mutations de la famille et de la vie privée. Rapport à la ministre de l’Emploi et de la Solidarité et au garde des Sceaux ministre de la Justice, Paris, Éditions Odile Jacob, 1998, 413 p. (ISBN 978-2-7381-0644-5, lire en ligne)
- Irène Théry (dir.), L’un et l’autre sexe, Paris, Esprit, mars-avril 2001 (lire en ligne)
- Irène Théry, La Distinction de sexe : Une nouvelle approche de l’égalité, Paris, Odile Jacob, 2007, 676 p. (ISBN 978-2-7381-0984-2, lire en ligne)

- Irène Théry et Pascale Bonnemère, La dimension sexuée de la vie sociale, Paris, Éditions de l’EHESS, coll. « Enquête », 2008
- Irène Théry, Des humains comme les autres. Bioéthique, anonymat et genre du don, Paris, Éditions de l’EHESS, 2010, 309 p. (ISBN 978-2-7132-2265-8, lire en ligne)
- Irène Théry, Qu'est-ce que la distinction de sexe ?, Bruxelles, Yapaka, coll. « Temps d'arrêt », 2010, 52 p. (ISBN 978-2-84922-124-2, lire en ligne)
- Irène Théry (dir.), Mariage des personnes de même sexe et filiation : le projet de loi au prisme des sciences sociales, Paris, Éditions de l’EHESS, coll. « Cas de figure », 2013, 148 p. (ISBN 978-2-7132-2413-3)
- Irène Théry et Anne-Marie Leroyer, Filiation origines parentalité : le droit face aux nouvelles valeurs de responsabilité générationnelle, Paris, Odile Jacob, 2014, 382 p. (ISBN 978-2-7381-3177-5, lire en ligne)
- Irène Théry, Mariage et filiation pour tous : Une métamorphose inachevée, Paris, Éditions du Seuil, coll. « La république des idées », 2016, 122 p. (ISBN 978-2-02-127985-6)
- Irène Théry, Moi aussi : La nouvelle civilité sexuelle, Éditions du Seuil, coll. « Traverse », 2022 (ISBN 978-2-02-147968-3)

### Chapitres d'ouvrage
- Irène Théry, « Sur quelques paradoxes du PACS français », dans François Dermange, Céline Ehrwein, Denis Müller, La reconnaissance des couples homosexuels : enjeux juridiques, sociaux et religieux, Labor et Fides, 2000 (ISBN 978-2-8309-0978-4), p. 25-35
- Irène Théry, « De la question de la maternité à celle de la mixité », dans Yvonne Knibiehler (dir.), Maternité, affaire privée, affaire publique, Bayard, 2001 (ISBN 978-2-227-13934-3)
- Irène Théry, « L’énigme de l’égalité. Mariage et différence des sexes dans À la recherche du Bonheur », dans Sandra Laugier et Marc Cerisuelo (dir.), Stanley cavell, cinéma et philosophie, Paris, Presses de la Sorbonne nouvelle, 2001 (ISBN 978-2-87854-216-5), p. 67-93
- Irène Théry, « Au-delà de la transgression. Pour une approche socio-anthropologique des mutations de la famille et de la sexualité », dans Gilbert Diatkine, Jean-Claude Arfouillaux, Annette Fréjaville et Auguste N'Guyen (dir.), Éducation et maltraitance, PUF, coll. « Monographies de la psychiatrie de l’enfant », 2001 (ISBN 978-2-13-052148-8)
- Irène Théry, « La vie familiale : la question des définitions », dans Frédéric Sudre (dir.), Le droit au respect de la vie familiale au sens de la Convention européenne des droits de l’homme, Paris/Bruxelles, Bruylant, 2002 (ISBN 978-2-8027-1640-2)
- Irène Théry, « Les trois révolutions du consentement ; pour une approche socio-anthropologique de la sexualité », dans (coll.), Les soins obligés ou l’utopie de la triple entente, Actes du XXXIIIe congrès de la société française de criminologie, Dalloz, 2002 (ISBN 978-2-247-05015-4)
- Irène Théry, « Division des sexes/division par sexes : sur une leçon de Marcel Mauss », dans Dominique Fougeyrollas-Schwebel, Christine Planté, Michèle Riot-Sarcey, Claude Zaidman (dir.), Le genre comme catégorie d’analyse, Paris, L’Harmattan, coll. « Bibliothèque du féminisme », 2003 (ISBN 978-2-7475-4639-3)
- Irène Théry, « L’individu comme valeur et l’institution des liens de parenté ; éléments pour une sociologie des débats éthiques sur la famille », dans Monique Canto-Sperber (dir.), Éthique d’aujourd’hui, PUF, 2004 (ISBN 978-2-13-054304-6)
- Irène Théry, « Différence des sexes, homosexualité et filiation », dans Martine Gross (dir.), Homoparentalités : État des lieux, Paris, Érès, coll. « La vie de l’enfant », 2005 (ISBN 978-2-7492-0388-1), p. 151-178
- Irène Théry, « Le genre : identité des personnes ou modalité des relations sociales ? : Une controverse importante à la croisée des sciences sociales et de la philosophie », dans Michel Dugnat (dir.), Féminin, masculin, bébé, Paris, Érès, 2011 (ISBN 978-2-7492-1368-2, DOI 10.3917/eres.dugna.2011.01.0105), p. 105-136

### Articles
- 1997
  - Irène Théry et Marianne Schulz, « Le contrat d'union sociale en question », Esprit, no 236,‎ octobre 1997, p. 159-211 (lire en ligne)
  - Jacqueline Remy et Irène Théry, « Non au mariage bis des concubins ! », L'Express,‎ 2 octobre 1997 (lire en ligne)
- 1998
  - Caroline Fourest et Irène Théry, « L'ordre symbolique selon Irène Théry », ProChoix, no 7,‎ septembre 1998, p. 6-8 (lire en ligne)
  - Lucien Degoy et Irène Théry, « Irène Théry : avec le PACS, il n'y a pas loin du compromis au renoncement », L'Humanité,‎ 8 septembre 1998 (lire en ligne)
  - Jean-Pierre Michel et Irène Théry, « Vers des concubins de première et seconde classe ? : un débat entre Jean-Pierre Michel, rapporteur de la proposition de loi, et la sociologue Irène Théry », Le Nouvel Observateur, no 1767,‎ 17 septembre 1998, p. 12-13
- 1999
  - Irène Théry, « Pacs, sexualité et différence des sexes », Esprit, no 257,‎ octobre 1999, p. 139-181 (lire en ligne)
  - Jacqueline Remy et Irène Théry, « L'union libre est un choix positif », L'Express,‎ 11 mars 1999 (lire en ligne)
- 2001
  - (en) Claude Martin et Irène Théry, « The PACS and marriage and cohabitation in France », International Journal of Law, Policy and the Family, vol. 15, no 1,‎ 2001, p. 135-158 (DOI 10.1093/lawfam/15.1.135, lire en ligne)
  - Irène Théry, « Peut-on parler d’une crise de la famille ? : Un point de vue sociologique », Neuropsychiatrie de l’enfance et de l’adolescence, vol. 49, no 8,‎ 2001, p. 492-501 (DOI 10.1016/S0222-9617(01)80062-3)
- 2002
  - Irène Théry, « Le nom, entre préséance et préférence », Travail, genre et sociétés, no 7,‎ 2001, p. 189-197 (DOI 10.3917/tgs.007.0189) (article paru simultanément in Esprit, février)
- 2003
  - Irène Théry, « Des manières de distinguer les sexes : une lecture de l’ouvrage “Sexe relatif, sexe absolu ?” », Esprit, no 294,‎ mai 2003, p. 90-106 (lire en ligne)
  - Irène Théry, « Les Françaises entre sphère privée et sphère publique », Nichifutsu Bunka, Tokyo, la Maison franco-japonaise, no 69,‎ novembre 2003 (lire en ligne)
  - Irène Théry, « La notion de division par sexes chez Marcel Mauss », L’Année sociologique, vol. 53, no 1,‎ 2003, p. 33-54 (DOI 10.3917/anso.031.0033)
- 2004
  - Irène Théry, « Incompatibilité d’humeur : Du droit du divorce à la théologie du mariage chez John Milton », Esprit,‎ juillet 2004 (lire en ligne)
- 2006
  - Irène Théry, « Avortement, engendrement et singularisation des êtres humains », Annales. Histoire, Sciences sociales, no 2,‎ 2006, p. 483-503 (lire en ligne)
- 2008
  - Irène Théry et Sylvie Cadolle, « La distinction de sexe », Esprit,‎ mai 2008, p. 12-23 (DOI 10.3917/espri.0805.0012)
- 2009
  - Irène Théry, « De l’identité substantielle à l’identité narrative : la question du genre », Identités,‎ 2009, p. 107-117 (DOI 10.3917/eres.ain.2009.01.0107)
  - Irène Théry, « L’anonymat des dons d’engendrement est-il vraiment « éthique » ? », Esprit,‎ mai 2009, p. 133-164 (DOI 10.3917/espri.0905.0133)
  - Irène Théry et Agnès Noizet, « Procréations assistées, secret, accès aux origines », Esprit,‎ mai 2009, p. 77-81 (DOI 10.3917/espri.0905.0077)
- 2010
  - Irène Théry et Marc-Olivier Padis, « Bioéthique et anonymat des dons : le projet Bachelot esquive l’essentiel », Esprit,‎ novembre 2010, p. 171-175 (DOI 10.3917/espri.1011.0171)
  - Irène Théry, « Le genre : identité des personnes ou modalité des relations sociales ? », Revue française de pédagogie,‎ 2010, p. 103-117 (DOI 10.4000/rfp.1923)
- 2011
  - Irène Théry, « La femme de chambre et le financier », Le Monde,‎ 23 mai 2011 (lire en ligne)
  - Irène Théry, « Un féminisme à la française », Le Monde,‎ 28 mai 2011 (lire en ligne)
- 2012
  - Martine Gross, Irène Théry, Jennifer Merchant et Laurence Brunet, « Filiation : l’impensé du projet Taubira », Le Monde,‎ 18 septembre 2012 (lire en ligne)
  - Christel De Taddeo et Irène Théry, « Le mariage n'est plus le socle de la famille », Le Journal du dimanche,‎ 3 novembre 2012 (lire en ligne)
- 2013
  - Irène Théry, « La filiation doit évoluer », Le Monde,‎ 11 février 2013 (lire en ligne)
- 2014
  - Irène Théry, « GPA : pour un débat argumenté et respectueux des personnes », Libération,‎ 23 juillet 2014 (lire en ligne)
- 2015
  - Irène Théry, « GPA : la France doit prendre la maternité au sérieux », Le Monde,‎ 2 juillet 2015 (lire en ligne)
- 2016
  - Florence Rosier et Irène Théry, « Filiation : « Une immense révolution invisible a eu lieu » », Le Monde,‎ 9 mai 2016 (lire en ligne)
  - Catherine Mallaval et Irène Théry, « Irène Théry : «L’égalité des sexes est le moteur des changements de la famille» », Libération,‎ 16 mai 2016 (lire en ligne)
- 2017
  - Irène Théry, « Hiérarchie/inégalité, autorité/pouvoir, domination », Annuel de l'APF,‎ 2017, p. 111-130 (DOI 10.3917/apf.171.0111)

### Film documentaire
- La Sociologue et l'Ourson, documentaire français de Étienne Chaillou et Mathias Théry (le propre fils de la sociologue), sorti le 6 avril 2016, mettant en scène Irène Théry.

## Décorations
- Officier de la Légion d'honneur Elle est faite chevalier le 31 décembre 1999[17], puis est promu officier le 31 décembre 2012[18].
- Commandeur de l'ordre national du Mérite Elle est directement faite commandeur le 29 mai 2019[19].